# Breuci
Breuci su bili Ilirsko pleme nastanjeno na području današnje Slavonije, u porječju Save od Novske do Slavonskog gorja na sjeveru, pa do Bosuta na istoku, te između Vrbasa i Drine u Bosni i Hercegovini. Rimljani ih svrstavaju kao dio veće grupe plemena pod zajedničkim nazivom  Panonci. Susjedi su im bili Andizeti, Kolapijani, Amantini i Skordisci (ilirsko-keltska grupa).
Pružali su snažan otpor rimskom osvajanju. Za vrijeme Batonovog ustanka (6. – 9. godine pr. Kr.) nekoliko ilirskih plemena iz Panonije i Dalmacije pobunili su se protiv rimske vlasti, visokih poreza i prisilne regrutacije. Baton Breučki je bio vođa Breuka, a Pines i Baton I predvodili su Dezitijate. Rimske trgovačke rute su bile prekinute a vojne jedinice uništene. Za samo nekoliko tjedana teritorija na kojoj je današnja Bosna i Hercegovina bila je izgubljena za Rim. Rimljani su morali angažirati oko 15 legija i saveznike iz Trakije kako bi ugušili ustanak. Nakon teških gerilskih borbi u bosanskim planinama i močvarama Panonije, Breuci su poraženi i porobljeni. Mnogi su bili raseljeni u Daciju gdje su se asimilirali s lokalnim stanovništvom
Prema nalazu rimske vojničke diplome iz Slavonskog Broda, pronađene u Slavonskom Šamcu (datiranu u 71. godinu u doba vladavine cara Vespazijana) centurion kojem je dodijeljena diploma bio je časnik u carskoj rimskoj vojsci. Zvao se Likaj, sin Birsa iz Marsonie i bio je Breuk. To govori o brzoj asimilaciji domaćeg stanovništva u Rimsko Carstvo. Iliri su činili značajne snage rimske vojske nakon prvog stoljeća i slovili su kao odlični vojnici.
Za vladavine cara Trajana dobili su rimsko građanstvo (civitas)
Moguće je da ime grada Brčko u Bosni i Hercegovini ima korijen u imenu plemena Breuci.